# Le Grand Bain (émission de radio)
Pour les articles homonymes, voir Le Grand Bain.
 (octobre 2021).
Si vous disposez d'ouvrages ou d'articles de référence ou si vous connaissez des sites web de qualité traitant du thème abordé ici, merci de compléter l'article en donnant les références utiles à sa vérifiabilité et en les liant à la section « Notes et références ».
Le Grand Bain est une émission de radio diffusée entre 2012 et 2014 sur France Inter, le samedi après-midi de 16 à 17 heures. Elle est présentée et produite par Sonia Devillers.

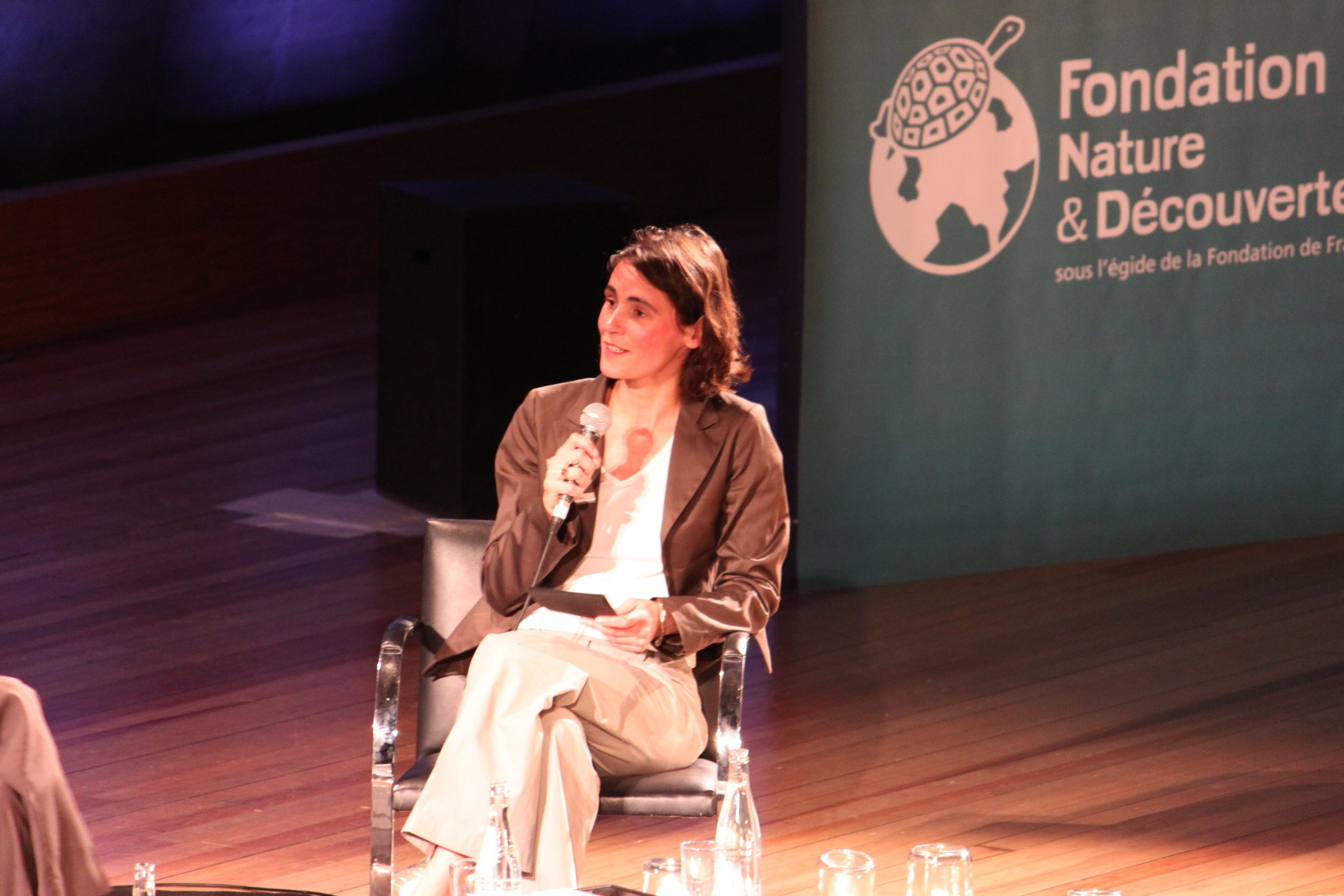
L'animatrice/productrice Sonia Devillers en avril 2011, à Paris.

## Historique
C'est un « magazine hebdomadaire consacré aux médias et à l'industrie culturelle » qui auparavant était diffusé l'été en quotidienne.
Il est diffusé à une période hebdomadaire de 2012 à 2014.